# 圣斯德望堂 (明尼阿波利斯)
圣斯德望堂（英語：Church of Saint Stephen）是一座历史悠久的罗马天主教教堂，位于美国明尼苏达州明尼阿波利斯惠蒂尔街区克林顿大道南2211号。这个街区是企业家和商人建造的豪宅区，即沃什伯恩-费尔奥克斯豪宅区。该建筑建于1889-1891年，用砂岩，砖，混凝土，和铜建造。
1991年列入国家史迹名录。